# Legendary Moonlight Sculptor
Legendary Moonlight Sculptor est un light novel coréen de Heesung Nam (남희성). La série s'est terminée avec 1 450 épisodes sur le site en ligne en juillet 2019, et le dernier livre publié est le volume 57 en avril 2020.

## Intrigue
Legendary Moonlight Sculptor est l'histoire d'un homme, Lee Hyun, qui est un esclave de l'argent. Il était auparavant connu comme le légendaire Dieu de la guerre du très populaire MMORPG, Continent of Magic. Dans une tentative d'aider sa famille criblée de dettes, il met son personnage aux enchères pour le trouver vendu à ₩3,1 milliards. Une course malheureuse avec des usuriers fait cependant perdre à Lee Hyun la quasi-totalité de son argent. Cela l'a poussé à entrer dans la nouvelle ère du jeu menée par le tout premier MMORPG en réalité virtuelle, Royal Road, pour aider sa grand-mère malade et économiser suffisamment pour les futurs frais de scolarité de sa sœur. 

## Médias

### Light novels
Legendary Moonlight Sculptor a d'abord été publié sous forme de light novel coréen écrit par Heesung Nam (남희성). La série a commencé à être publiée en janvier 2007, et a publié 51 volumes à ce jour. Après une interruption en 2017, l'auteur a confirmé la reprise de la sérialisation en 2018 sur son blog personnel. 

### Manhwa (Webtoon)
Un manhwa a été créé à partir des light novels originaux par le scénariste Grimza et l'artiste Kim Tae-Hyung,. Le contenu du webtoon ne s'écarte pas des romans, la première saison (cinquante-deux chapitres) couvrant l'histoire jusqu'au chapitre 7 du volume 2, et la deuxième saison (cinquante-trois chapitres) couvrant l'histoire jusqu'au chapitre 4 du volume 5. La troisième saison couvre l'histoire jusqu'au chapitre 9 du volume 7. Elle est actuellement publiée dans le magazine Kakao.

## Impact
La série a vendu plus d'un million de livres sur un marché estimé à 3,5 millions de lecteurs, et se classe régulièrement à la première place en termes de ventes de livres électroniques. 